# Erskine (Oregon)
Erskine (korábban Erskineville, Erskine Springs majd Millra) az Amerikai Egyesült Államok északnyugati részén, Oregon állam Sherman megyéjében, a U.S. Route 97 közelében elhelyezkedő önkormányzat nélküli település.
Az 1882 és 1907 között működő posta első vezetője Abiel Erskine volt. A Columbia Southern Railway vasútállomása 1900-ban nyílt meg.

## Fordítás
- Ez a szócikk részben vagy egészben  az   Erskine, Oregon című angol Wikipédia-szócikk ezen változatának fordításán alapul.  Az eredeti cikk szerkesztőit annak laptörténete sorolja fel. Ez a jelzés csupán a megfogalmazás eredetét és a szerzői jogokat jelzi, nem szolgál a cikkben szereplő információk forrásmegjelöléseként.